# 2008年夏季奧林匹克運動會波士尼亞與赫塞哥維納代表團
2008年夏季奥林匹克运动会波斯尼亞和黑塞哥維那代表团会参加2008年8月8日至24日在中国北京主办的第29届夏季奥运。